# 애스터로이드 시티
《애스터로이드 시티》(영어: Asteroid City)는 2023년 개봉한 미국의 코미디 드라마 영화로, 웨스 앤더슨의 열두 번째 장편 영화이다. 제이슨 슈워츠먼, 스칼릿 조핸슨, 톰 행크스, 제프리 라이트, 틸다 스윈턴, 브라이언 크랜스턴, 에드워드 노턴, 에이드리언 브로디, 리에브 슈라이버, 호프 데이비스, 스티브 박, 루퍼트 프렌드, 마야 호크, 스티브 커렐, 맷 딜런, 홍 차우, 윌럼 더포, 마고 로비, 토니 레볼로리, 제이크 라이언, 제프 골드블룸 등의 배우들이 앙상블로 출연한다.
2023년 5월 23일 제76회 칸 영화제에서 처음 공개되었으며, 황금종려상 경쟁작으로 출품되었다.

## 줄거리
복고미래주의풍으로 표현된 1950년대. 텔레비전에서 유명 극작가 콘래드 어프의 연극 <애스터로이드 시티>의 제작 과정을 다룬 다큐멘터리가 진행된다. 연극 내용은 다색의 와이드스크린으로, 텔레비전 다큐멘터리는 흑백 아카데미 비율(Academy ratio)로 표현된다.
연극 <애스터로이드 시티>의 개요는 다음과 같다: 연극 속 가상의 사막 마을 애스터로이드에서 청소년 천문학 대회가 열린다. 발명품 수상자들과 그 가족들이 마을을 찾은 가운데 갑자기 미확인비행체가 나타나고, 한 외계인이 마을의 충돌구를 형성했던 운석의 잔재를 가져간다. 이에 군이 마을을 봉쇄하자 사람들이 이 결정에 저항한다.
이 연극의 내용과 함께 연극을 만든 작가, 연출가, 배우들의 사연이 텔레비전 다큐멘터리 곳곳에 배치된다.

## 출연진
- 제이슨 슈워츠먼 - 오기 스틴벡, 종군 사진기자 / 존스 홀, 오기 스틴벡 역의 연극 배우 역
- 스칼릿 조핸슨 - 미지 캠벨, 유명 배우 / 머세이디스 포드, 지역 연기 학교에서 발탁한 미지 캠벨 역의 연극 배우 역
- 톰 행크스 - 스탠리 잭, 오기 스틴벡의 장인 역
- 제프리 라이트 - 그리프 깁슨 장군 역
- 틸다 스윈턴 - 히킨루퍼, 지역 천문대에서 근무하는 천문학 박사 역
- 브라이언 크랜스턴 - 텔레비전 다큐멘터리 프로그램 진행자 역
- 에드워드 노턴 - 콘래드 어프, 극작가 역
- 에이드리언 브로디 - 슈버트 그린, 연극 연출가 역
- 리에브 슈라이버 - J.J. 켈로그, 학부모 역
- 호프 데이비스 - 샌디 보든, 학부모 역
- 스티브 박 - 로저 조, 학부모 역
- 루퍼트 프렌드 - 몬태나, 카우보이 밴드의 리더 역
- 마야 호크 - 준 더글러스, 초등학교 교사 역
- 스티브 커렐 - 모텔 지배인 역
- 맷 딜런 - 행크 역
- 홍 차우 - 폴리 그린 역
- 윌럼 더포 - 솔츠버그 카이텔, 존경 받는 연기 교사 역
- 마고 로비 - 오기 스틴벡의 사별한 아내 / 사별한 아내 역으로 뽑혔던 연극 배우 역
- 토니 레볼로리 - 젠, 깁슨 장군의 부관 역
- 제이크 라이언 - 우드로 스틴벡, 오기 스틴벡의 아들이며 수상자 역
- 제프 골드블룸 - 외계인 역
- 소피아 릴리스 - 셸리 보든, 수상자 역
- 피셔 스티븐스 - 탐정 1 역
- 이선 조시 리 - 리키 조, 수상자 역
- 그레이스 에드워즈 - 다이나 캠벨, 미지 캠벨의 딸 역
- 아리스투 미언 - 클리퍼드 켈로그, 수상자 역
- 리타 윌슨 - 웨더퍼드 부인 역
- 밥 밸러밴 - 가상의 항공-방위 회사 라킹스의 임원 역
- 자비스 코커 - 카우보이 역
- 세우 조르지 - 카우보이 역

## 기타
- 문라이즈 킹덤 이후 오랜만에 포커스 피처스에서 배급되는 웨스 앤더슨 영화이기도 하다. 이 결정은 2006년부터 앤더슨의 모든 영화에 자금을 지원해온 인디언 페인트브러쉬의 창립자 스티븐 레일즈가 거래를 성사시켰다.